# Murias (Aller)
Murias es un lugar y una parroquia del concejo asturiano de Aller, en España.
Es un pueblo agrícola, ganadero (vacuno y caballar) y minero de 81 habitantes (INE 2023), pero hubo un tiempo en que vivían hasta 1000 personas, pero la migración por la falta de trabajo en la zona y el descenso de la natalidad hace que la población rural disminuya notablemente. A los habitantes de Murias se les denomina muriatos. El pueblo está situado a 600 metros de altitud.

## Toponimia
El topónimo Murias, frecuente en Asturias, parece referirse a muro (muria), piedra.

## Entidades de población
Localidades que forman parte de la parroquia:
- Murias
- Santibáñez de Murias (Santibanes de Murias)
- Vil.lar

## Valle del río Negro

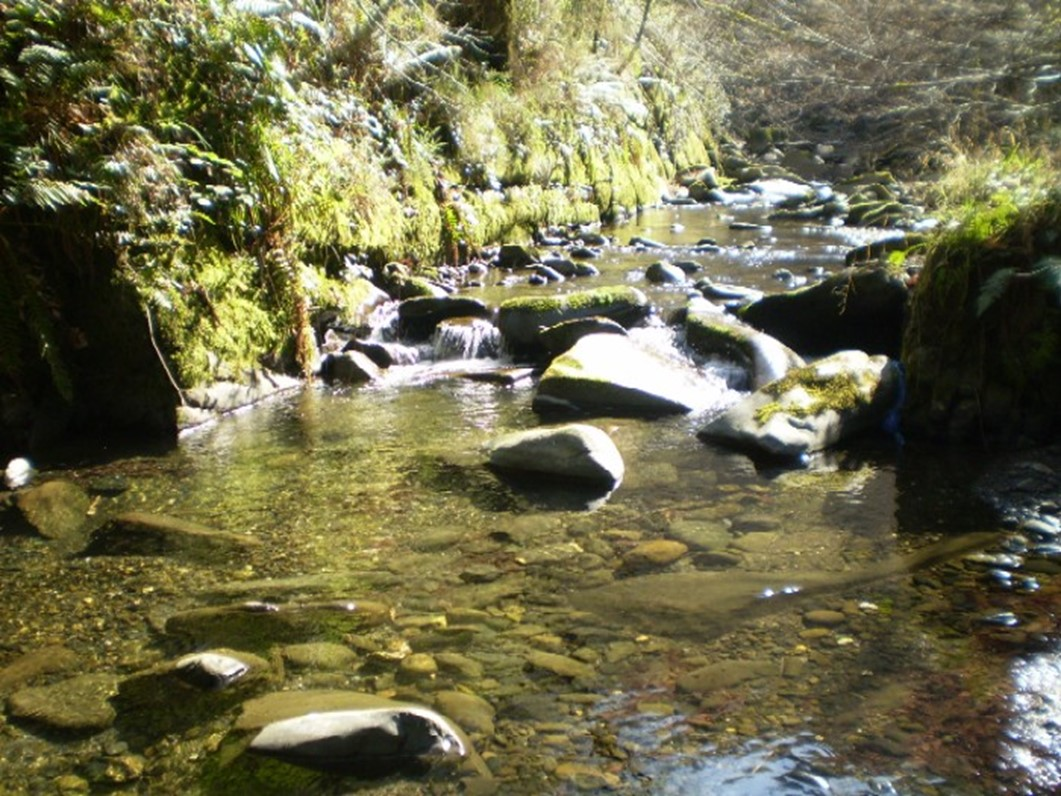
Río negro a su paso por Murias

El río Negro da nombre a un valle llamado Valle del Río Negro dónde está situado el pueblo de Murias. Es un valle cerrado, lleno de vegetación y fauna autóctona. Se denomina así porque las piedras del río que lo atraviesa, de tipo silícea, son de color negro en lugar de blanco; su oscuro nombre estuvo justificado también, ya que bajaba negro y pastoso por culpa del carbón.
Durante casi un siglo en los montes de este valle hubo minas de antracita, minas de carbón, con tanto grisú y en tan malas condiciones de seguridad que se repetían los accidentes mortales. En los coladeros, el polvo era tan espeso que los picadores y los güajes enfermaban en poco tiempo de la silicosis, la enfermedad de los mineros, que los sentenciaba a muerte en pocos años.

## Minería
El pueblo de Murias pertenece a la denominada zona de "las cuencas". Esta zona es principalmente minera y este hecho ha dejado en el pueblo varias explotaciones. En Murias existen diversos chamizos en activo (Mina Principado en el Rasón y Mina La Carmina (Jovesa) y antiguas bocaminas que han perdurado al paso del tiempo como la Mina La Señora (en el Beyu, dónde se realizó parte del rodaje de la serie de televisión "Vientos de Agua"), Mina El Escalar.

## El habla de Murias
El habla de Murias es el de las comarcas surcentrales de Asturias, con metafonía de las vocales tónicas /a, e, o/ (guetu, pirru, muzu, guchu, garabetu, quentu, cuitu, nigru…). La “elle” suena como la “che” vaqueira: chover, chubu. Una sorprendente anomalía es el plural en -as (sopas, fabas), en vez de en -es (sopes, fabes).

## Patrimonio

### Iglesia de Santa María de Murias

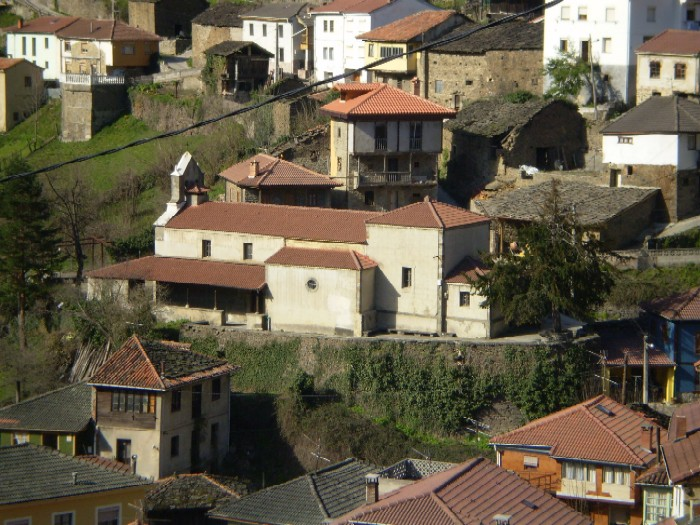
Iglesia de Santa María de Murias

La iglesia de Santa María de Murias fue construida en 1761 y reformada en 1909, venera a la Virgen de Nuestra Señora de la Asunción. Tiene condición de Colegiata por haber sido muy importante durante los siglos XVII y XVIII para el Camino de Santiago, junto con la Ermita de San Andrés. El armonio de la iglesia todavía está en uso, las mujeres de Murias en las fiestas del pueblo, el día de la Madre, ... se reúnen para cantar la misa. La imagen de Santa Bárbara, patrona de los mineros, fue donada hace muchos años por los mineros del pueblo de Murias. Dentro de la iglesia de Murias podemos admirar un retablo de nogal negro, de estilo barroco, que perteneció al santuario de la Ermita de San Andrés que se encuentra a un cuarto de hora de camino del pueblo, actualmente en ruinas por abandono y decadencia de su culto.
Las Fiestas de Murias se celebran el 15 de agosto en honor a la Virgen de Nuestra Señora, normalmente se realizan 4 verbenas, aunque depende de cómo caiga el día grande cada año.
El 15 de Agosto tiene lugar una misa solemne cantada por vecinas del pueblo acompañados del armonio y la procesión con gaita y tambor, luego viene la puya'l ramu, panchón, y mucho baile, ...

### Capilla Virgen de las Nieves

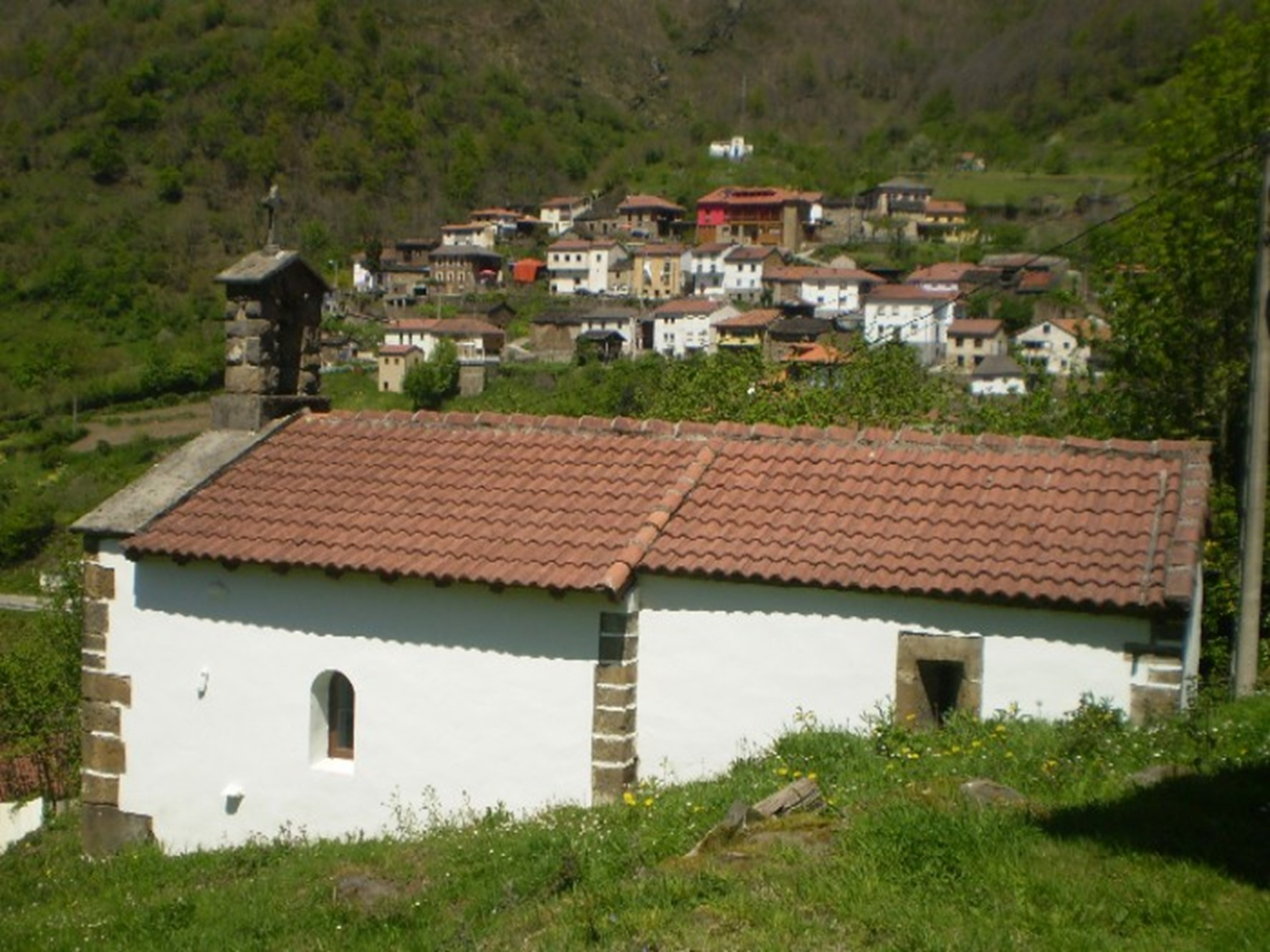
Capilla de las Nieves

La Capilla Virgen de Las Nieves está situada en La Cuesta, data del siglo XVI habiendo sido fundada sobre el mayorazgo de los "Álvarez de la Torre" de este pueblo de Murias que pertenecía a Don López Álvarez de la Torre, arcipreste del Concejo de Aller y cura-párroco de la Iglesia de Santiago de Nembra, inquisidor del Santo Oficio.
En un memorial de aniversarios con fecha 8 de diciembre de 1653 se establece "una misa cantada y dos rezadas para el día 26 de Agosto, fundó este aniversario Luis Fernández de la Torre, sobre el vínculo y mayorazgo de López Álvarez de la Torre, y si se dejase de realizar, debe pagar 6 ducados, la mitad para la fábrica de la iglesia".
La advocación primitiva de San Luis fue absorbida por la de Nuestra Señora de las Nieves, que adquirió mayor devoción popular con el paso de los años, hasta que dejó de ser destinada al culto hacia el año 1936.
El pueblo de Murias, con gran esfuerzo, recuperó para el culto esta capilla, dotándola de imágenes, y se reinauguró el día 8 de agosto de 1999, último Año Santo Jacobeo del milenio, con el I Mercáu Tradicional y Exposición Etnográfica coincidiendo con la festividad de la Virgen de las Nieves, a la que está dedicada esta capilla. Aunque actualmente se ha llegado a un acuerdo de celebrar el Mercáu Tradicional el último domingo de Julio.

### Cascada de Xurbeo

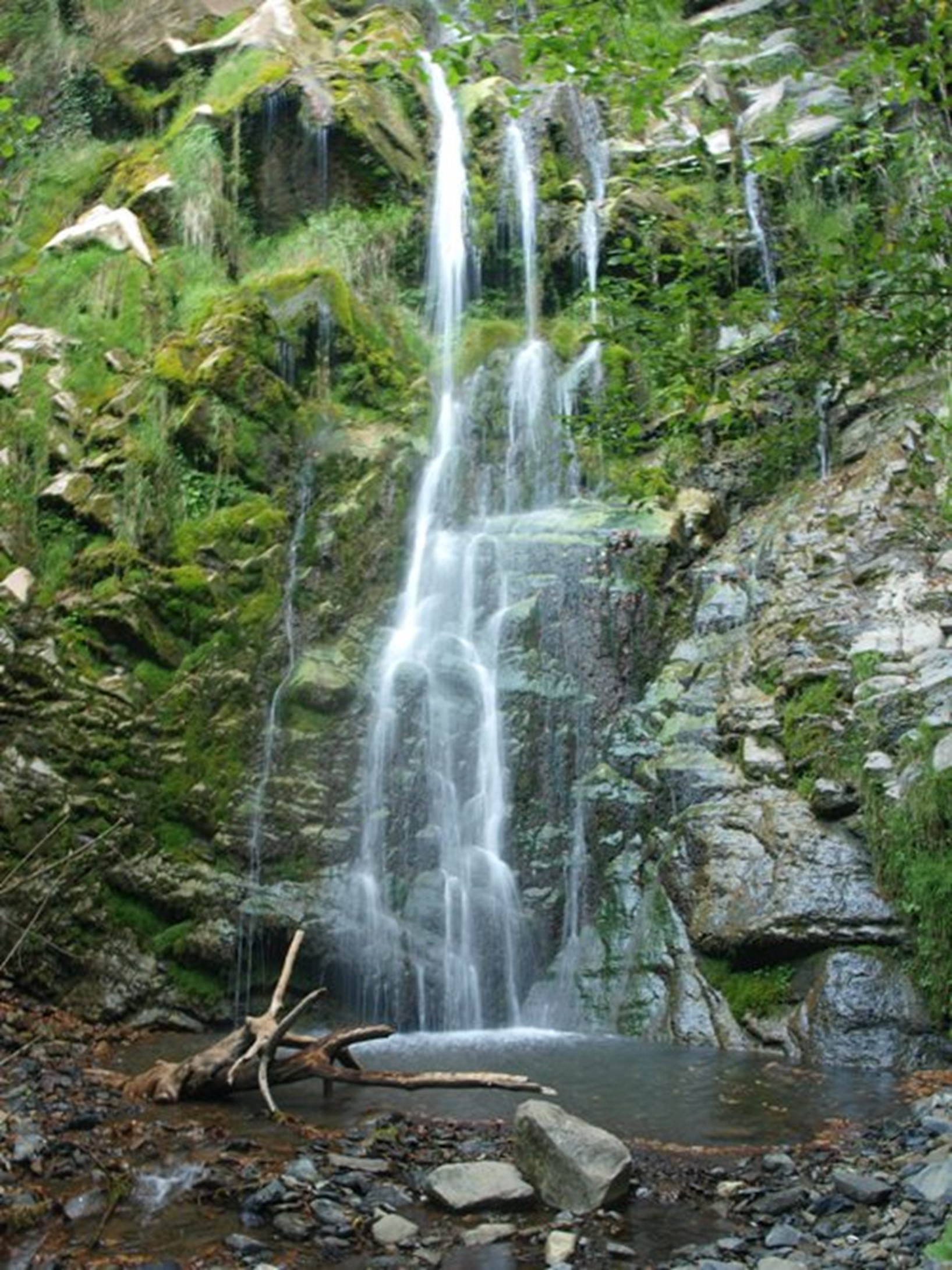
Cascada de Xurbeo

Entre Murias y Santibanes a la altura del kilómetro 9 de la carretera AE-3, está la cascada natural del Río Xurbeo, desde allí puede verse un trozo porque el frondoso bosque no permite verla en toda su totalidad. Para acceder a ella, se debe ir por el camino que va a la Puente, hacia el Río Negro por su paso por Murias, se tardan unos 20-30 min. El trayecto hasta la cascada tiene fácil acceso que merece la pena porque es espectacular.

### Colegiata de Murias

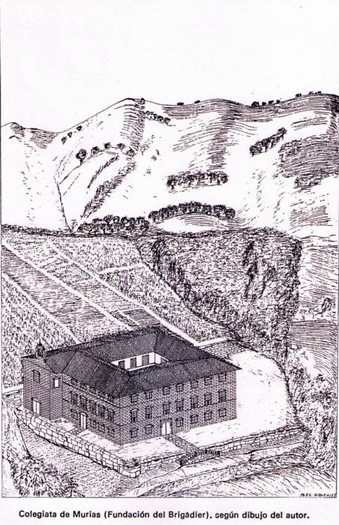
Grabado de la Colegiata de Murias

Actualmente de la antigua Colegiata solamente se conserva un muro que se levantó antes de construir el edificio con la misión de servir de contención de la Vega que se encontraba detrás y que ahora sirve de base a la escuela del pueblo, dónde hay una placa que conmemora el III Centenario del nacimiento del Brigadier Solís (1693-1993), ya que mandó construir la Colegiata para instruir a sus paisanos destinando 12.000 ducados para que en Murias se pudiesen cursar estudios de las primeras letras, sobre todo el Latín. Su construcción comenzó en el año 1782.
Los vecinos de Murias ayudaron aportando materiales y mano de obra, al levantamiento de la Colegiata, que se vio terminada en el año 1788. En su inauguración se celebró una misa solemne y un ágape, nombrando Director de la Colegiata a Don Francisco Solís, natural de Santibañez de Murias, Preceptor de Humanidades, y deudo del Brigadier Solís.
La Colegiata era fundamentalmente una Preceptoría, es decir, una Cátedra de Gramática Latina. Este centro de enseñanza permitió abrir caminos para la latinidad y la cultura clásica a los niños de la zona. La mayoría de los alumnos eran vecinos de la parroquia de Murias aunque se admitían alumnos de otras parroquias siempre y cuando éstos residieran en el pueblo varios meses al año; así comenzó a crecer el prestigio cultural de Murias, y por ello se llegó a decir: "en Murias todo el mundo sabe Latín", incluso mucho después de la clausura de la Colegiata.
Los alumnos estudiaban hasta los 15 años de edad siendo preparados para integrarse en la Universidad o el Seminario, así se evitaba que los niños de la zona tuvieran que permanecer en Colegios de Oviedo desde la infancia lejos de sus casas.
A los maestros que impartían enseñanzas en la Colegiata se les llamó Dómines, aún en la actualidad se nota la presencia de lo importante que fue la Colegiata ya que algunas terminaciones del bable en esta zona están muy castellanizadas, sobre todo entre los habitantes de Murias.
Durante muchos años fue el centro de enseñanza más importante de todos los que funcionaban en los Concejos de Aller, Lena y del Caudal a finales del siglo XVIII. Pero con la invasión de los franceses de Napoleón que convirtieron la Colegiata en cuartel y caballerizas, saqueándola, sus actividades docentes cesaron durante algunos años; Luego la Desamortización del Conde Godoy en 1798, la Constitución de 1812, el Trienio Liberal (1820-1823), el Período Absolutista, el fraude y la enorme deuda que dejó el Administrador Argüelles, acabó con todo, la escasez de fondos y los cambios continuos de administrador, junto con la rapiña y las vicisitudes de los tiempos sufrió muchos cambios y ya nada fue como antes.
La Fundación de Murias que con tanto empeño construyó el Brigadier Don Lorenzo de Solís había ido perdiendo paulatinamente sus rentas hasta que finalmente sus bienes pasaron al Gobierno Civil. Dejó de funcionar entre los años 1852 y 1855, sin que se sepa la fecha exacta, 65 años aproximadamente después de su inauguración.
El Gobierno, en lugar de conservar el inmueble y hacer obra para evitar la amenaza de ruina, hizo que el edificio fuera desmontado y vendido. Algunos vecinos de Murias se llevaron piedras de sus muros para ayudar a construir sus casas, pero fundamentalmente para tenerlas como recuerdo o reliquia del pasado.
El solar de la antigua Colegiata se dividió en dos partes, en una se construyó en 1910 una pequeña escuela y la segunda es ahora un prau particular. Dicen que si se excavara en la tierra se encontrarían los cimientos de la construcción original ya que todo no se lo podían haber llevado. Este lugar se encuentra en lo alto del pueblo de Murias y aún se puede ver la vieja escuela, actualmente cerrada a la enseñanza, porque ya no hay niñ@s suficientes en el pueblo para que esté en activo.

## Mercado tradicional
La Asociación Cultural y Vecinal "La Colegiata" de Murias de Aller se encarga de realizar el último domingo de Julio, el primer y único Mercáu Tradicional del Concejo de Aller, desde el año 1999, dónde, además, cada año se organiza una Exposición Etnográfica que representa la cultura, tradición y gastronomía del Valle del Río Negro perteneciente a este concejo. La idea de este evento surge de la remodelación y restauración hecha por la gente de Murias, de una capilla, situada en el pueblo, por ser paso del Camino de Santiago.